# Provincia del Tamarugal
La provincia del Tamarugal è una delle due province della regione cilena di Tarapacá, il capoluogo è la città di Pozo Almonte.	
La provincia comprende i comuni di 
- Camiña
- Colchane
- Huara
- Pica
- Pozo Almonte